# 小滨菊
小滨菊（学名：Leucanthemella linearis）是菊科小滨菊属的植物。分布在朝鲜、俄罗斯、日本以及中国大陆的东北等地，生长于海拔300米的地区，见于沼泽地，目前尚未由人工引种栽培。

## 异名
- Chrysanthemum lineare Matsum.